# Pseudoncholaimus dujardinii
Pseudoncholaimus dujardinii is een rondwormensoort uit de familie van de Oncholaimidae.